# Lotty Bruzelius
Charlotte (Lotty) Bruzelius, född Kempe den 27 juni 1855 i Härnösand, död den 11 januari 1941, var en svensk donator. 
Bruzelius var dotter till industrimannen Johan Carl Kempe, som vid sin död efterlämnade elva barn. För att kunna driva sin fars företag vidare bildade de tillsammans Mo och Domsjö AB, ett arv som framgångsrikt kom att förvaltas av sönerna Frans och Seth Kempe.
Lotty Kempe gifte sig med sin avlidna syster Helenas änkeman Ragnar Bruzelius. Bruzelius var professor vid Karolinska institutet och Oscar II:s livmedikus samt bland annat styrelseledamot i Töre AB i Norrbotten. Lotty Bruzelius blev änka 1902. Makarna hade ett barn, dottern Ragna, som avled 1924.
I samband med sin 50-årsdag donerade Lotty Bruzelius 400 000 kronor till uppförande av bostäder, så att kvinnor som försörjde sig genom eget arbete skulle kunna få råd med eget boende. Huset på Dalgatan 35–37 i Stockholm med 118 lägenheter togs i bruk i oktober 1907. 1913 donerade hon ytterligare 300 000 kronor för motsvarande bostäder på Västeråsgatan 3. Stockholms stad sålde fastigheterna 1975 till Stockholms kommun för en tredjedeö av taxeringsvärdet och avsatte ersättningen till Lotty Bruzelius understödsfond att ställas till sociala centralnämndens förfogande.
Lotty Bruzelius skänkte vidare efter dottern Ragnas död medel för att uppföra sex av Norrbottens arbetsstugor. Dessa var internat som möjliggjorde att mindre bemedlade barn från glesbygden kom i åtnjutande av skolgång. Morjärvs kyrka byggdes också helt med medel skänkta av Lotty Bruzelius liksom uppförandet av jordbruks- och lanthushållsskolan i Pålkem.
År 1936 beslöt Lotty Bruzelius att hennes aktier i Mo och Domsjö AB skulle användas för att bilda två stiftelser för främjande av religiösa, sociala, konstnärliga, vetenskapliga och allmänt kulturella syften: Stiftelsen J.C. Kempes Minne, som trädde i kraft med omedelbar verkan, och Stiftelsen Seth M Kempes Minne, som grundades efter hennes död den 11 januari 1941. Lotty Bruzelius deltog själv aktivt i de första årens styrelsearbete och föranstaltade om den styrelse som skulle ta vid efter hennes död, nämligen brodern Seths två söner Erik och Ragnar samt yngsta systern Berthas son Karl Salin. Donationerna gjordes anonymt; namnet på givaren avslöjades först efter hennes död.
Idag drivs de båda stiftelserna under gemensam administration och med det samlande namnet Kempestiftelserna.
Lotty Bruzelius fick 1937 Illis Quorum i tolfte storleken för ”omfattande och gagnelig verksamhet”.